# Kilometrovka
Kilometrovka je chráněná alej v Plzni. Vyměřena v roce 1892 a o rok později vysázena okrašlovacím spolkem přes lochotínské louky v údolní nivě řeky Mže. Alej o délce 1070 metrů směřuje od Kalikovského mlýna k Lochotínskému parku v nadmořské výšce 310 metrů.
Mezi 211  stromy o stáří 20–200 let a výšce mezi 8–26 m mají převahu 134 kusy druhy jasan ztepilý (Fraxinus excelsior), lípa malolistá (Tilia cordata), lípa velkolistá (Tilia platyphyllos) a olše lepkavá (Alnus glutinosa). Mezi nejmohutnější stromy patří 23 exemplářů rychle rostoucího topolu černého (Populus nigra). Z dalších druhů je zastoupen topol balzámový (Populus balsamifera), vrba bílá (Salix alba), jeřáb obecný (Sorbus aucuparia), trnovník akát (Robinia pseudoacacia), jilm habrolistý (Ulmus minor), dub letní (Quercus robur), jeřáb ptačí (Sorbus aucuparia), javor mléč (Acer platanoides), javor klen (Acer pseudoplatanus), habr obecný (Carpinus betulus) a jírovec maďal (Aesculus hippocastanum).
Za chráněný přírodní výtvor vyhlášena 22. září 1987 Národním výborem města Plzně, chráněna jako krajinná dominanta.

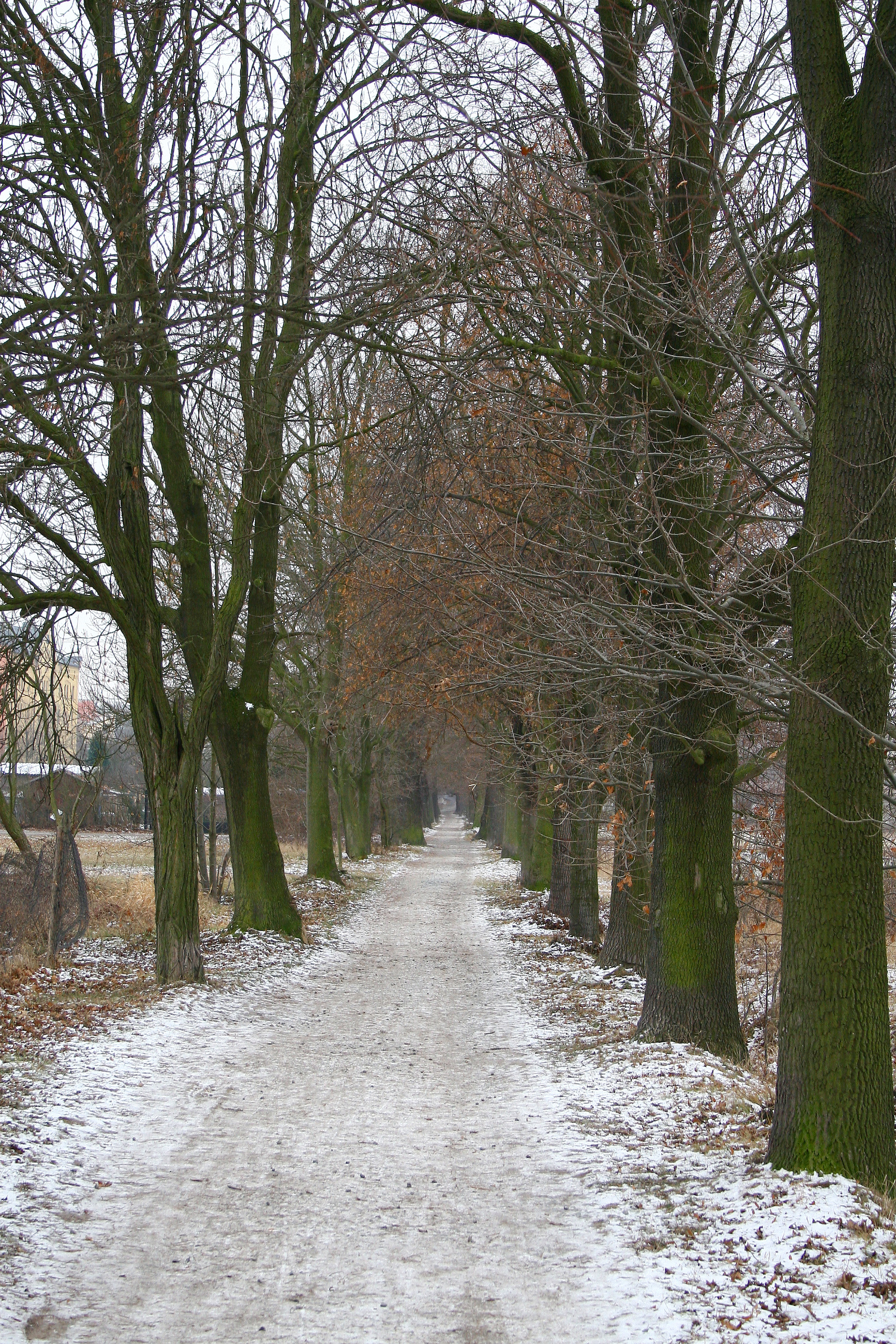
Jižní část v období klidu
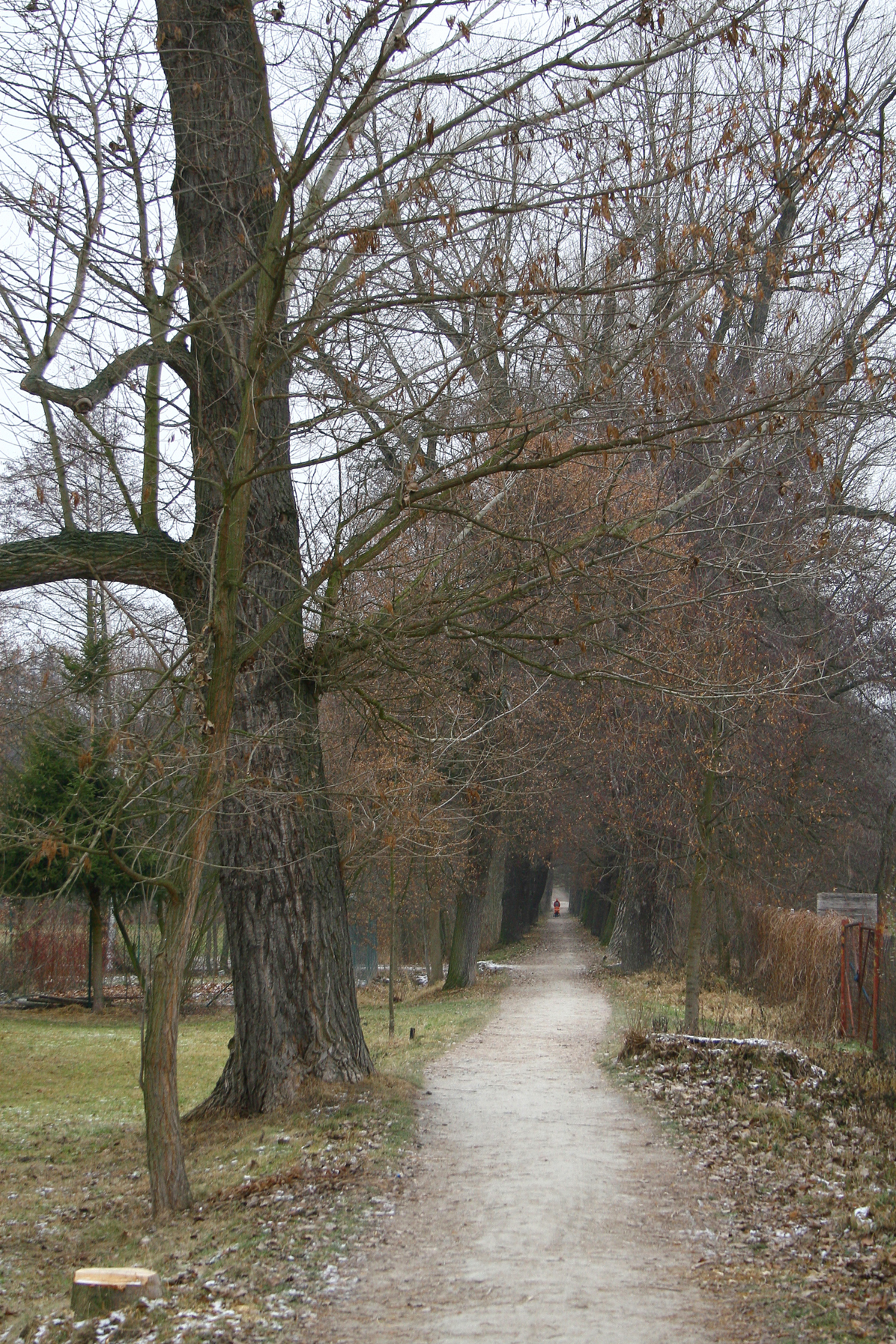
Severní část v období klidu

## Kácení v roce 2007
V září 2007 vydal Magistrát města Plzně rozhodnutí o zrušení ochrany a pokácení 52 stromů v aleji (konkrétně 13 topolů černých, 9 lip srdčitých, 9 trnovníků akátu, 4 olše lepkavé, 4 jasany ztepilé, 3 topoly kanadské, 3 lípy velkolisté, 2 vrby křehké, 2 javory mléče, 1 javor klen, 1 habr obecný a 1 jeřáb ptačí). Přibližně polovina stromů byla v prosinci 2007 pokácena.

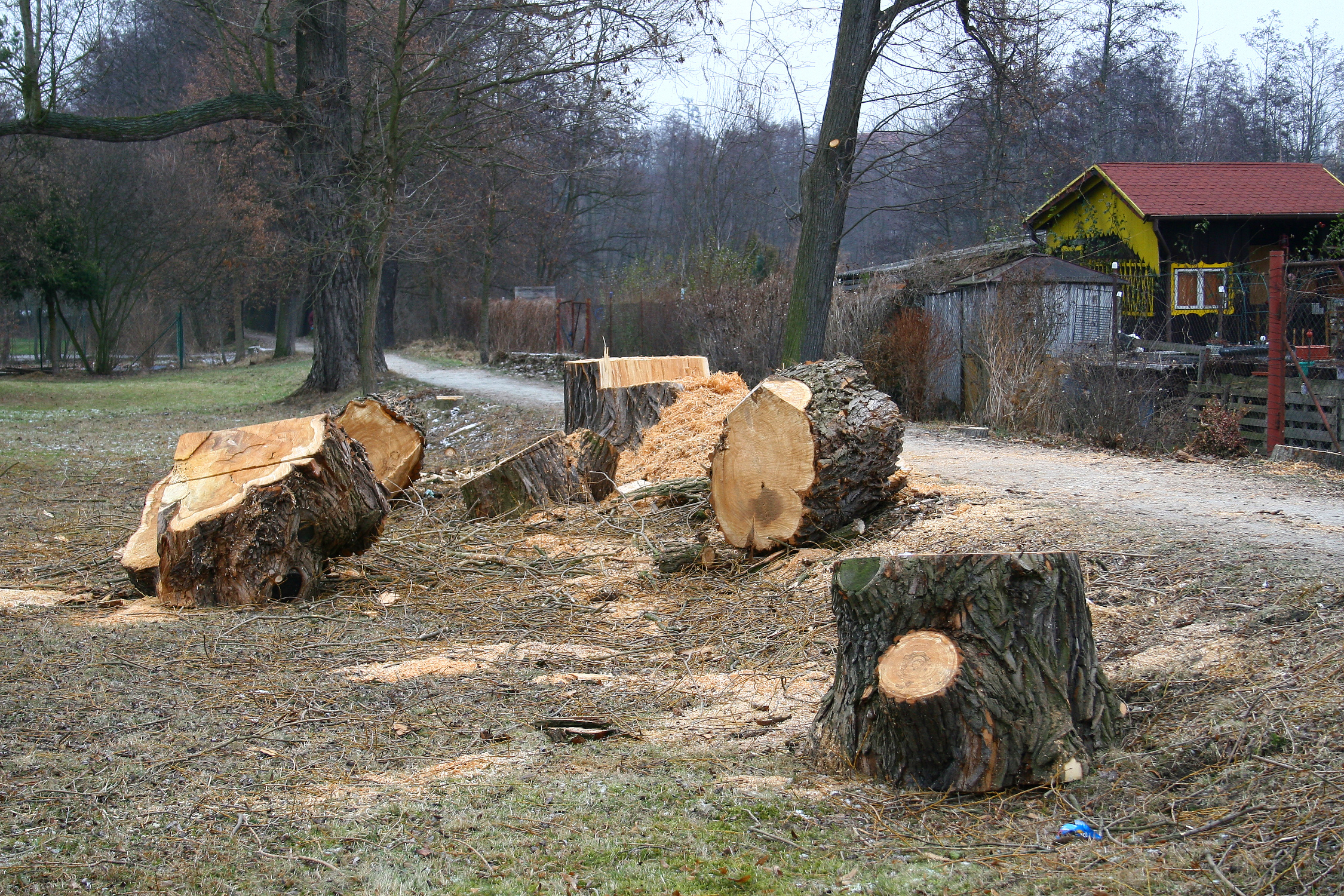
Zbytky pokáceného stromu v severní části aleje
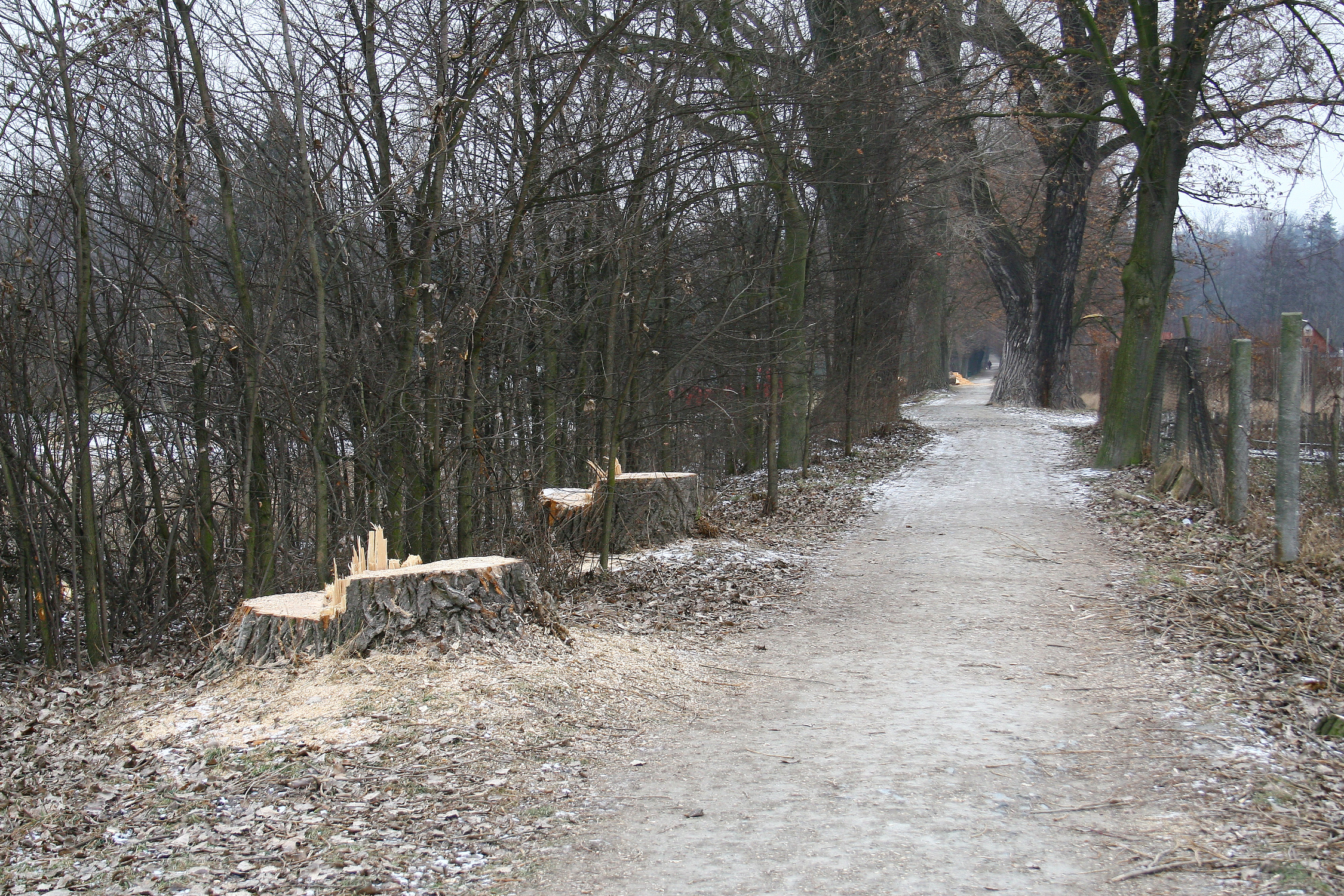
Pařezy pokácených topolů
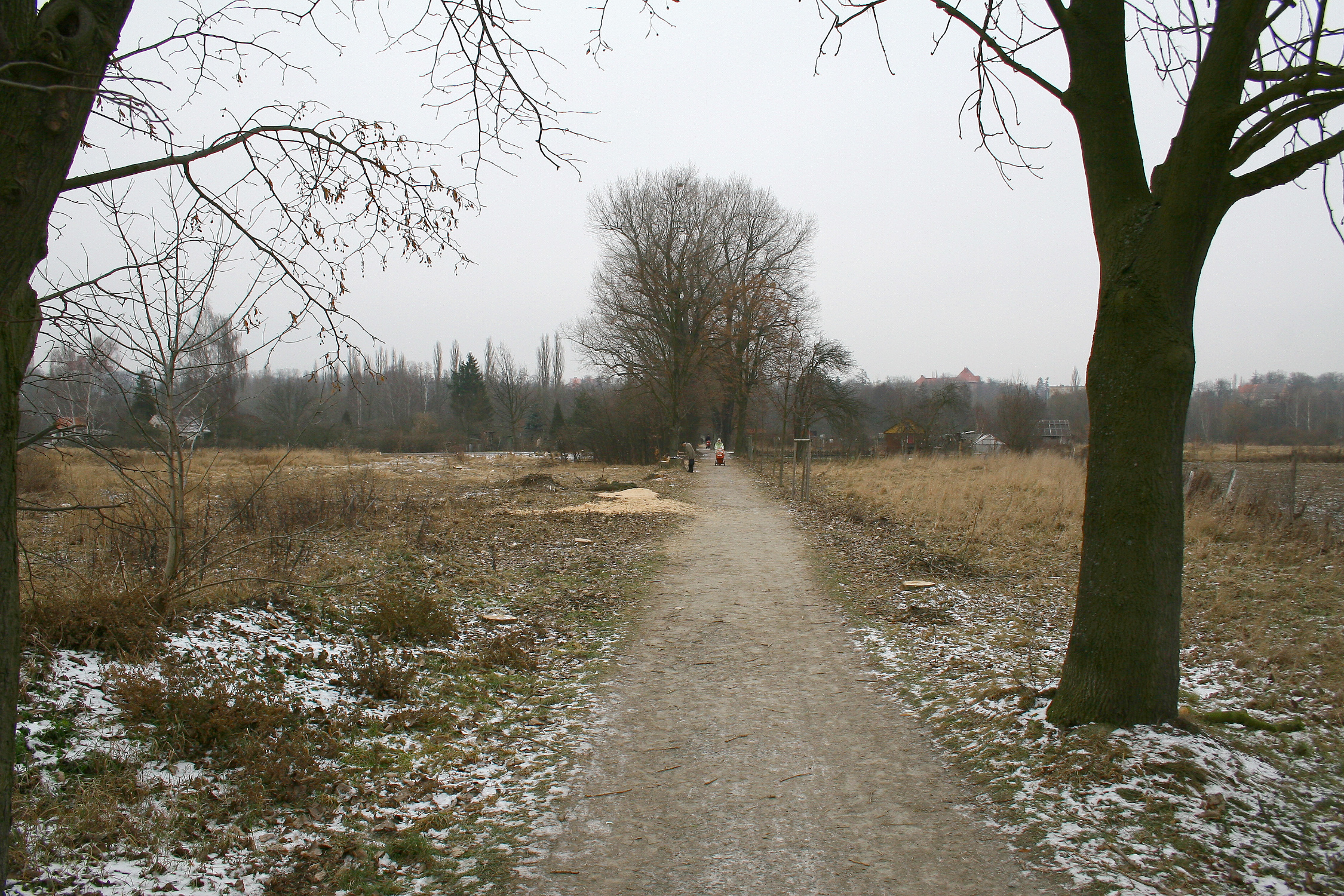
Stav aleje po kácení
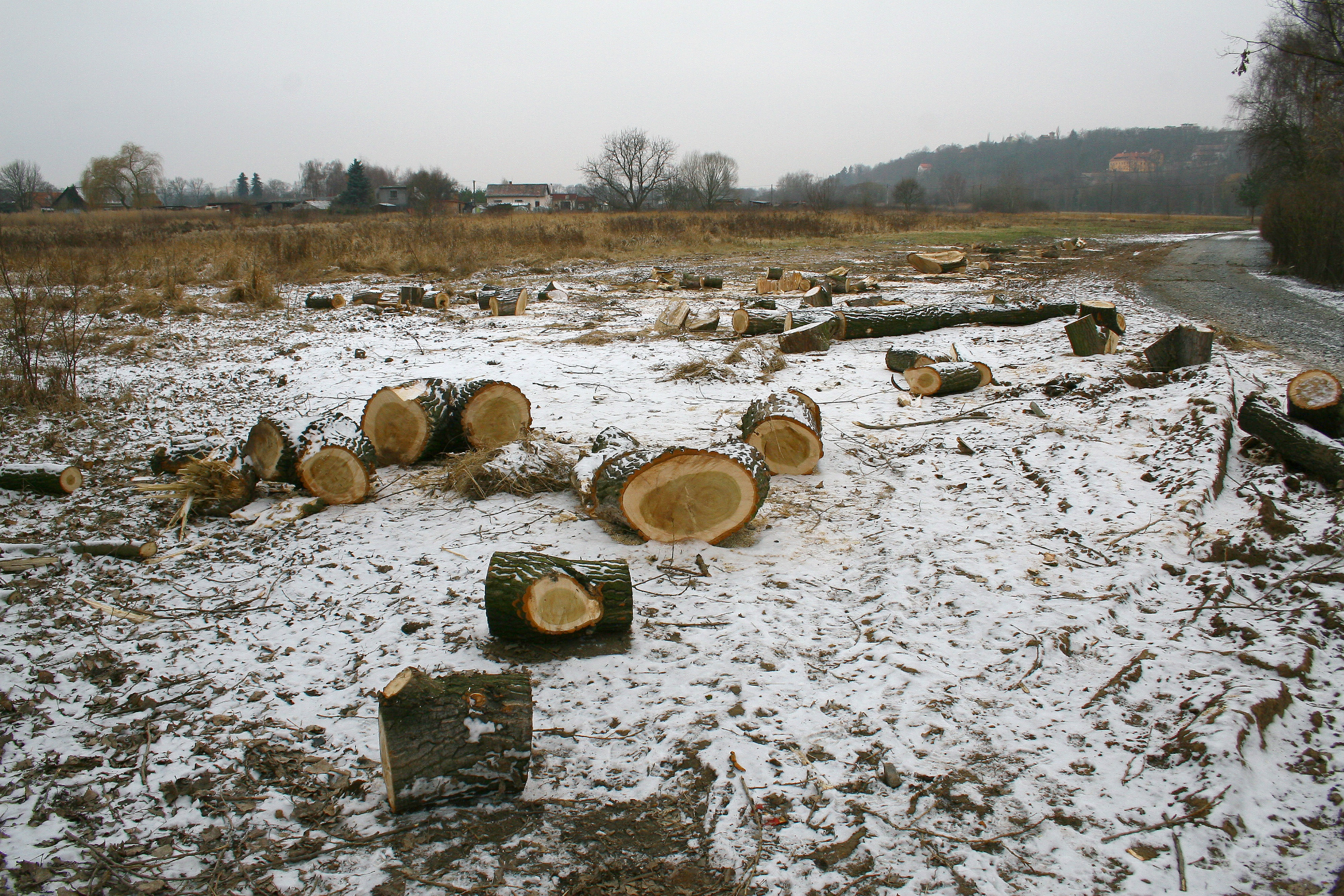
Zbytky kosterních větví pokácených stromů

## Stromy v okolí
- Körnerův dub
- Topol bílý v Lochotínské ulici